# Gamate
Gamate – przenośna konsola gier wideo czwartej generacji, produkowana przez Bit Corporation, a następnie przez United Microelectronics w latach 90. XX wieku. Urządzenie wydano w Australii, niektórych częściach Europy, Azji, Argentynie i w Stanach Zjednoczonych.

## Historia
Urządzenie opracowano jako odpowiedź na wydaną w 1989 roku konsolę Game Boy. Gamate został wydany przez tajwańską firmę Bit Corporation we współpracy z lokalnymi dystrybutorami na całym świecie, takimi jak Alston Research, Cheetah Marketing, Uranium czy  Greek Software.
Bit Corporation zakończyło działalność w 1992 roku. Wówczas prawa do produkcji konsoli i przeznaczonego do niej oprogramowania przejęło United Microelectronics Corporation. Urządzenie wycofano z produkcji w 1994 roku. Sprzęt poniósł na większości światowych rynków porażkę i największą  popularność odniósł na rynku chińskim.

Logo konsoli

## Dane Techniczne[4]
- CPU UMC UA6588F lub NCR 81489
- ROM 2 KB
- RAM 16 KB
- Przyciski krzyżak, A, B, START i SELECT
- Dźwięk General Instrument AY-3-8910
- Nośnik danych kartridż